# Marrakech Challenger 1986
Il Marrakech Challenger 1986 è stato un torneo di tennis facente parte della categoria ATP Challenger Series nell'ambito dell'ATP Challenger Series 1986. Il torneo si è giocato a Marrakech in Marocco dal 24 al 30 marzo 1986 su campi in terra rossa.

## Vincitori

### Singolare
David de Miguel Lapiedra ha battuto in finale  Thierry Champion con il punteggio di 6–2, 6–3

### Doppio
Paolo Canè /  Claudio Mezzadri hanno battuto in finale  Jordi Arrese /  Jorge Bardou con il punteggio di 0–6, 6–1, 6–4